# Spizella
Spizella é um gênero de ave da família Passerellidae.

## Espécies
Sete espécies são reconhecidas para o gênero Spizella:
- Spizella arborea
- Spizella passerina
- Spizella pusilla
- Spizella wortheni
- Spizella atrogularis
- Spizella pallida
- Spizella breweri